# مونولينورون
مونولينورون هو مركب عضوي يستعمل كمبيد للآفات، ومبيد انتقائي للأعشاب، ومبيد للطحالب.

## الاستخدام
يستخدم المونولينورون بشكل رئيسي كمبيد للأعشاب لمكافحة الحشائش عريضة الأوراق والأعشاب السنوية في محاصيل الخضروات مثل الكراث والبطاطس، والفاصوليا القزمية الخضراء.
حيث يؤثر المونولينورون على التمثيل الضوئي في الحشائش، ويعمل كمثبط للنظام الضوئي الثاني المسؤول عن عملية التمثيل الضوئي، ويسبب بعد امتصاصه من خلال جذور وأوراق الأعشاب أعراضًا مبكرة لإصفرار الأوراق وتساقطها مما يؤدي في النهاية إلى موت الأعشاب الضارة. كما يستخدم المونولينورون أيضًا في تربية الأسماك لمكافحة الأعشاب والطحالب الضارة مثل طحالب الماريش وطحالب السبيروجيرا.
يُستخدم المونولينورون كمبيد للأعشاب في مجموعة من المحاصيل الغذائية وغير الغذائية، ومنها على سبيل المثال نبات الفاصوليا، والخضروات الأخرى، والبصل، والفواكه، والحبوب، والبطاطس، والكروم ونباتات الزينة.
بدأ استخدام المونولينورون حوالي عام 1965، وهو أحد مشتقات اليوريا، ويرتبط بالباراكوات. 

## قابلية الذوبان
يتميز مركب المونولينورون بكونه قابل للذوبان في الماء بمعدل ذوبان يبلغ 0.735 جم / لتر، كما أنه قابل للذوبان للغاية في المذيبات العضوية بمعدل ذوبان يبلغ 200 جم / لتر، وقابل للذوبان في الأسيتون والميثانول والتولوين، وقابل للذوبان بمعدل ذوبان 3.9 جم / لتر في الهكسان.
كما أن تقلب المونولينورون منخفض وقابلية ارتشاحه عالية. وهو ثابت بشكل معتدل ومتحرك بشكل معتدل في التربة، ومستقر في الماء، وسريع التحلل في الرواسب المائية إذ تبلغ فترة عمر النصف له 22 يومًا. 

## السمية
يحدث سمية المونولينورون منخفضة في الثدييات، وتبلغ الجرعة المميتة من المونولينورون عند ابتلاعه عن طريق الفم في حالة للفئران 2100 مجم / كجم من الكتلة.

## الأسماء التجارية
يُباع المونولينورون تحت عدد من الأسماء التجارية المختلفة ومنها على سبيل المثال مونامكس، وجرامونول، وأريسين.